# Kanton Alby-sur-Chéran
Der Kanton Alby-sur-Chéran war ein von 1860 bis 2015 ein französischer Wahlkreis im Département Haute-Savoie. Er umfasste elf Gemeinden und hatte seinen Hauptort (frz.: chef-lieu) in Alby-sur-Chéran. Die landesweiten Änderungen in der Zusammensetzung der Kantone brachten im März 2015 seine Auflösung.

## Gemeinden
| Gemeinde            | Einwohner Jahr | Fläche km² | Bevölkerungsdichte | Code INSEE | Postleitzahl |
| ------------------- | -------------- | ---------- | ------------------ | ---------- | ------------ |
| Alby-sur-Chéran     | 2324 (2013)    | 6,56       | 354 Einw./km²      | 74002      | 74540        |
| Allèves             | 383 (2013)     | 8,81       | 43 Einw./km²       | 74004      | 74540        |
| Chainaz-les-Frasses | 621 (2013)     | 5,57       | 111 Einw./km²      | 74054      | 74540        |
| Chapeiry            | 782 (2013)     | 5,76       | 136 Einw./km²      | 74061      | 74540        |
| Cusy                | 1816 (2013)    | 17,43      | 104 Einw./km²      | 74097      | 74540        |
| Gruffy              | 1534 (2013)    | 14,44      | 106 Einw./km²      | 74138      | 74540        |
| Héry-sur-Alby       | 900 (2013)     | 7,33       | 123 Einw./km²      | 74142      | 74540        |
| Mûres               | 686 (2013)     | 5,23       | 131 Einw./km²      | 74194      | 74540        |
| Saint-Félix         | 2411 (2013)    | 6,6        | 365 Einw./km²      | 74233      | 74540        |
| Saint-Sylvestre     | 597 (2013)     | 5,34       | 112 Einw./km²      | 74254      | 74540        |
| Viuz-la-Chiésaz     | 1312 (2013)    | 13,91      | 94 Einw./km²       | 74310      | 74540        |